# XVIII Batallón de Fortaleza de la Luftwaffe
El XVIII Batallón de Fortaleza de la Luftwaffe (XVIII. Luftwaffen-Festungs-Bataillon) fue una unidad de la Luftwaffe durante la Segunda Guerra Mundial.

## Historia
Fue formado en septiembre de 1944 a partir del 1218.º Batallón de Campaña de la Luftwaffe, con 3 compañías, fue incorporado al VII Ejército en Aquisgrán. Entró en acción en Hürtgenwald con la 116.ª División Panzer. El 12 de septiembre de 1944, el batallón llegó a Prüm y fue utilizado en Ormont en el Frente Occidental. Fue supuestamente subordinado a la 2.ª División Panzer SS Das Reich el 27 de septiembre de 1944. El 21 de octubre de 1944, partes del batallón se utilizaron para reformar la 246.ª División Volksgrenadier y el 28 de octubre de 1944 otros componentes del batallón sirvieron para reformar la 49.ª División de Infantería. En la noche del 31 de octubre de 1944, el batallón se trasladó a Vettweiss, donde el 2 de noviembre de 1944 fue absorbido por el 942.º Regimiento de Granaderos. 
| Unidad       | Correo Postal |
| Plana Mayor  | 61373 A       |
| 1.ª Compañía | 61373 B       |
| 2.ª Compañía | 61373 C       |
| 3.ª Compañía | 61373 D       |